# Reithrodontomys gracilis
Reithrodontomys gracilis är en däggdjursart som beskrevs av J. A. Allen och Chapman 1897. Reithrodontomys gracilis ingår i släktet skördemöss, och familjen hamsterartade gnagare. IUCN kategoriserar arten globalt som livskraftig. Inga underarter finns listade i Catalogue of Life.
Denna skördemus blir med svans 163 till 185 mm lång och den väger 10 till 11 g. Bakfötterna är 17 till 20 mm långa och öronen har en längd av 13 till 16 mm. Svansen är ungefär lika lång som huvud och bål tillsammans eller längre. På ovansidan förekommer kanelbrun päls med rosa skugga och undersidan är täckt av ljus orangebrun till vit päls. Huvudet kännetecknas av mörka öron och kring ögonen finns inga ringar. På öronens insida förekommer korta styva hår.
Arten lever i Centralamerika från södra Mexiko till norra Costa Rica. Den vistas i låglandet och i bergstrakter upp till 1800 meter över havet. Habitatet varierar mellan torra buskskogar, fuktiga bergsskogar och öppna landskap.
Denna gnagare är aktiv på natten och klättrar främst i växtligheten. Ibland går den på marken. Boet ligger i trädens håligheter eller i ett näste som lämnades av en fågel. Reithrodontomys gracilis söker även skydd i människans byggnader. Ungarna föds främst under regntiden och honor har 2 till 5 ungar per kull. De flesta individer lever bara 6 till 9 månader. Enstaka exemplar blir upp till två år gamla.